# Nabiri
Nabiri (Nabiti, Nahiti, Nahiri, Naviti), leme američkih Indijanaca poodice caddoan s istoka današnjeg Teksasa. Bili su jedno od plemena konfederacije Hasinai, ali njihov identitet nije baš najjasniji. Prema Boltonu Nabiri bi mogli biti Joutelovi Noadiche (Nahordike, Nahordikhe), vjerojatno varijanta od Nabedache. J. R. Swanton drži da bi Nabiri mogli biti i Namidishi, a Thomas N. Campbell smatra da su Boltonovi i Swantonovi argumenti neuvjerljivi.
Hodge piše da je to pleme koje Douay spominje 1687. kao saveznike plemena Haqui i Naansi u ratu protiv Kadohadacha i Hainaia. Prema De l' Isleovoj mapi iz 1707. živjeli su tada sjeverno od rijeke Washita u južnom Arkansasu.
Hodge za njih bilježi i nazive raznih autora: Nabari (McKenney & Hall, 1854), Nabiri (Hennepin, 1698), Nabiti (De l' Isleova mapa, 1701), Nahiri (Shea, 1870), Naviti (Francisco de Jesus Maria, ¸1691)